# Phytoliriomyza varia
Phytoliriomyza varia är en tvåvingeart som först beskrevs av Axel Leonard Melander 1913.  Phytoliriomyza varia ingår i släktet Phytoliriomyza och familjen minerarflugor.
Artens utbredningsområde är Idaho. Inga underarter finns listade i Catalogue of Life.